# Shōta Tajima
Shōta Tajima (japanisch 田島 昇太 Tajima Shōta; * 29. September 1992 in Nishinomiya) ist ein ehemaliger japanischer Fußballspieler.

## Karriere
Tajima erlernte das Fußballspielen in der Schulmannschaft der Hotoku Gakuen High School und der Universitätsmannschaft der Wirtschaftsuniversität Osaka. Seinen ersten Vertrag unterschrieb er 2015 bei Fujieda MYFC. Der Verein spielte in der dritthöchsten Liga des Landes, der J3 League. Für den Verein absolvierte er fünf Ligaspiele. Ende 2015 beendete er seine Karriere als Fußballspieler.